# Olena Kryvyc'ka
Olena Sergiïvna Kryvyc'ka (in ucraino Олена Сергіївна Кривицька?; Rostov sul Don, 23 febbraio 1987) è una schermitrice ucraina, specializzata nella spada.

## Palmarès
- Mondiali

Mosca 2015: bronzo nella spada a squadre.
Lipsia 2017: bronzo nella spada individuale.
Budapest 2019: bronzo nella spada individuale.
- Europei

Genova 2025: oro nella spada a squadre.
- Giochi mondiali militari

Wuhan 2019: argento nella spada a squadre.
- Universiadi:

Belgrado 2009: oro nella spada a squadre.
Shenzen 2011: argento nella spada individuale.
Kazan' 2013: bronzo nella spada a squadre.